# ロシア民間防衛軍

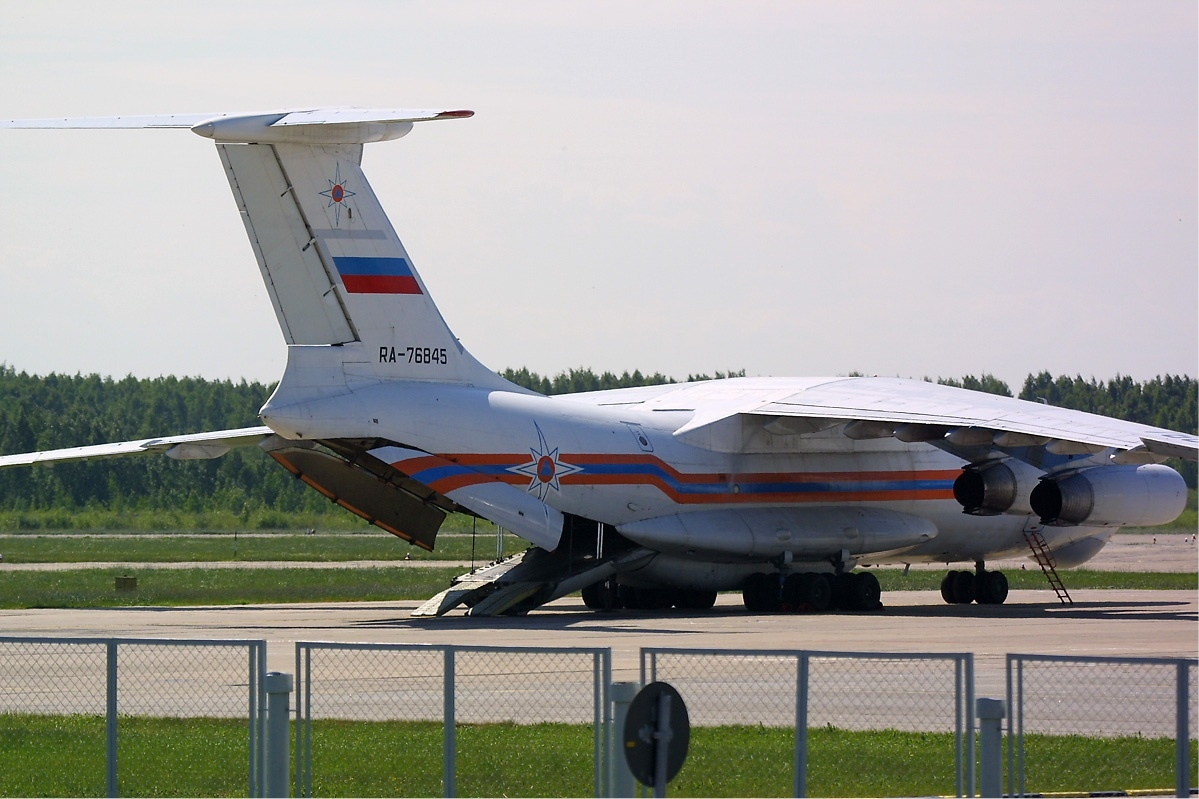
緊急展開等に使用されるIl-76輸送機

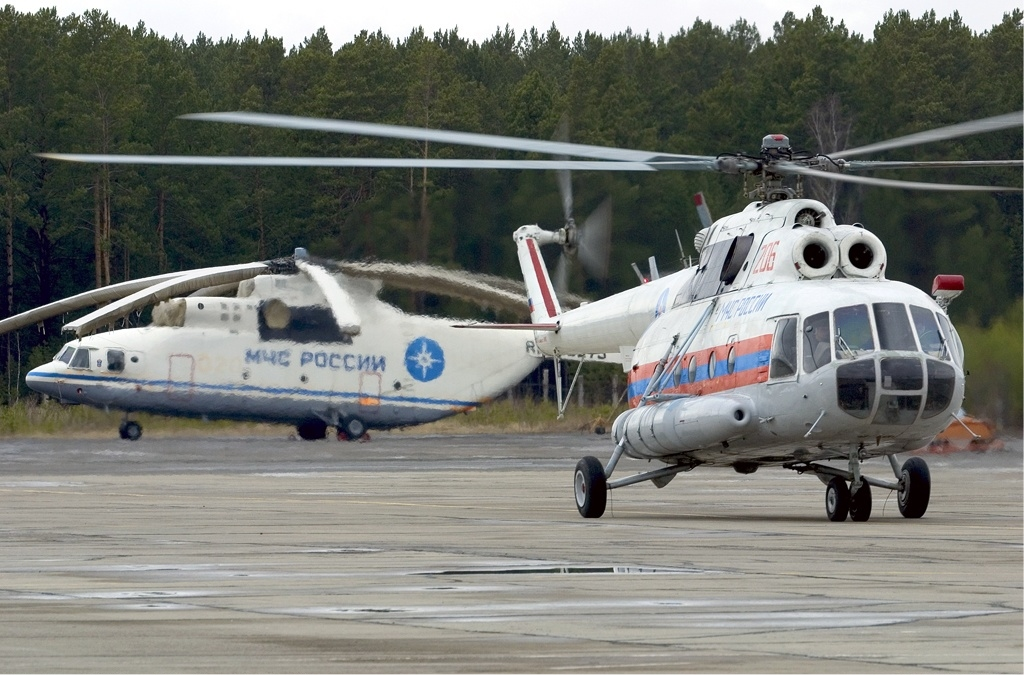
ヘリコプターMi-8及びMi-26

ロシア民間防衛軍（Войска гражданской обороны）とは、ロシア連邦の民間防衛組織。民間防衛問題・非常事態・自然災害復旧省（非常事態省）に所属する。列国の民間防衛組織と異なり、常備軍の形で存在している。
現在、19,500人の軍人が勤務しているが、2011年までに非軍事化、消防機関への移行が計画されている。

## 歴史
民間防衛組織の起源は、人民委員会議が地域防空規程を定めた1932年10月4日に始まる。これにより創設された防空組織は、第二次世界大戦中、防空省の下で不発弾処理、消火活動等に従事した。
戦後、核、化学及び生物学兵器の出現により、防空組織は大きく改編された。1971年9月から、民間防衛の直接指導は、国防省が実施することとなった。しかしながら、冷戦終結後、民間防衛の大きな課題となったのは、大規模災害・事故への対処だった。1991年、大統領令により、民間防衛軍は、非常事態省の管轄下に移管された。

## 組織
- 救助センター×14
- 統制所×6
- 独立混成航空隊×3
- 教育救助センター

## 東日本大震災における救助活動
2011年3月11日に発生した東日本大震災では、日本の被災地にも救助隊を派遣した。
- 3月14日 - 中央地域センターの捜索救助隊員50名をモスクワから派遣。
- 3月15日 - 極東地域捜索救助隊の隊員25名・極東航空救助センターのMi-26ヘリコプター1機をハバロフスクから派遣。
- 3月16日 - 中央地域センターの捜索救助隊員第2陣80名をモスクワから派遣。

おもに宮城県石巻市で捜索救助活動を実施し、生存者の救出には至らなかったが115名の遺体を収容した。
3月18日に現地での活動を終了し、3月22日に新潟市経由でロシアへ帰国した。